# Lady Starlight
Colleen Martin (født 23. december 1975), professionelt kendt som Lady Starlight, er en amerikansk DJ.